# Fernsehraum
Ein Fernsehraum ist ein Raum in einem Wohnheim, einer Jugendherberge oder einer ähnlichen Einrichtung, der zum Fernsehen dient.
Zum Beginn des Fernsehzeitalters, als die Anschaffung eines Geräts noch hohe Kosten verursachte, waren diese entsprechend selten und nicht jedes Zimmer, etwa eines Hotels, mit einem Fernseher ausgestattet. Stattdessen wurde ein Fernseher, wenn vorhanden, in ein eigens dafür eingerichtetes Zimmer gestellt, mit Sitzmöglichkeiten für mehrere Personen. Fernsehen wurde so auch zu einem sozialen Ereignis, insbesondere zu Höhepunkten wie einer Fußball-Weltmeisterschaft. Durch die im Laufe der Jahre gefallenen Preise für Fernseher sind diese mittlerweile viel weiter verbreitet und eigene Fernsehräume sind seltener geworden, aber einige Einrichtungen, wie etwa Seniorenstifte haben sie noch heute.